# Fechtweltmeisterschaften 1977
Die 28. Fechtweltmeisterschaft fand 1977 in Buenos Aires statt. Es wurden acht Wettbewerbe ausgetragen, sechs für Herren und zwei für Damen.

## Herren

### Florett, Einzel
| Platz | Land | Sportler           |
| ----- | ---- | ------------------ |
| 1     | URS  | Alexander Romankow |
| 2     | FRG  | Harald Hein        |
| 3     | ITA  | Carlo Montano      |

### Florett, Mannschaft
| Platz | Land           | Sportler                                                                                     |
| ----- | -------------- | -------------------------------------------------------------------------------------------- |
| 1     | BR Deutschland | Harald Hein, Matthias Behr, Thomas Bach, Klaus Reichert                                      |
| 2     | Italien        | Andrea Borella, Fabio Dal Zotto, Giovanni Battista Coletti, Carlo Montano, Attilio Calatroni |
| 3     | Sowjetunion    | Alexander Romankow, Wladimir Smirnow, Sabirdschan Rusijew, Sergei Issakow                    |

### Degen, Einzel
| Platz | Land | Sportler         |
| ----- | ---- | ---------------- |
| 1     | SWE  | Johan Harmenberg |
| 2     | SWE  | Rolf Edling      |
| 3     | SUI  | Patrice Gaille   |

### Degen, Mannschaft
| Platz | Land        | Sportler                                                                  |
| ----- | ----------- | ------------------------------------------------------------------------- |
| 1     | Schweden    | Johan Harmenberg, Rolf Edling, Leif Högström, Hans Jacobson               |
| 2     | Schweiz     | Daniel Giger, Patrice Gaille, Christian Kauter, François Suchanecki       |
| 3     | Sowjetunion | Boris Lukomski, Aschot Karagjan, Leonid Dunajew, Alexander Abuschachmetow |

### Säbel, Einzel
| Platz | Land | Sportler           |
| ----- | ---- | ------------------ |
| 1     | HUN  | Pál Gerevich       |
| 2     | URS  | Wladimir Naslymow  |
| 3     | ITA  | Angelo Arcidiacono |

### Säbel, Mannschaft
| Platz | Land        | Sportler                                                       |
| ----- | ----------- | -------------------------------------------------------------- |
| 1     | Sowjetunion | Michail Burzew, Wladimir Naslymow, Nikischin, Wiktor Baschenow |
| 2     | Rumänien    | Dan Irimiciuc, Corneliu Marin, Ioan Pop, Alexandru Nilca       |
| 3     | Ungarn      | Imre Gedővári, Pál Gerevich, Ferenc Hammang, Tamás Kovács      |

## Damen

### Florett, Einzel
| Platz | Land | Sportlerin                      |
| ----- | ---- | ------------------------------- |
| 1     | URS  | Walentina Sidorowa              |
| 2     | URS  | Jelena Belowa                   |
| 3     | HUN  | Ildikó Tordasi-Schwarczenberger |

### Florett, Mannschaft
| Platz | Land           | Sportlerinnen                                                              |
| ----- | -------------- | -------------------------------------------------------------------------- |
| 1     | Sowjetunion    | Olga Knjasewa, Walentina Sidorowa, Nailja Giljasowa, Jelena Belowa         |
| 2     | BR Deutschland | Karin Rutz, Ute Kircheis, Brigitte Oertel, Cornelia Hanisch Gudrun Lotter  |
| 3     | Rumänien       | Ecaterina Stahl, Suzana Ardeleanu, Magdalena Bartoș, Marcela Moldovan-Zsak |